# Uni Air
UNI Air (Chinees: 立榮航空; pinyin: Lìróng Hángkōng; Pe̍h-ōe-jī: Lïp-êng Háng-khong) is een regionale Taiwanese luchtvaartmaatschappij. UNI Air voert vluchten uit binnen Taiwan en voert enkele vluchten uit naar China voor zustermaatschappij EVA Air. De maatschappij heeft het grootste marktaandeel in Taiwan.
De maatschappij was tot 1996 bekend als Makung Airlines en in 1998 fuseerden Great China Airlines en Taiwan Airways om in UNI Air opgenomen te worden.

## Geschiedenis
UNI Air werd in 1988 opgericht als Makung Airlines en werd in 1994 hernoemd naar Makung International Airlines. In 1996 nam EVA Air een belang in de maatschappij en doopte deze om tot UNI Air. Op 1 juli 1998 werden de maatschappijen Great China Airlines en Taiwan Airways geïntegreerd in UNI Air, nadat deze eveneens waren overgenomen door EVA Air.

## Vloot

### Huidige vloot

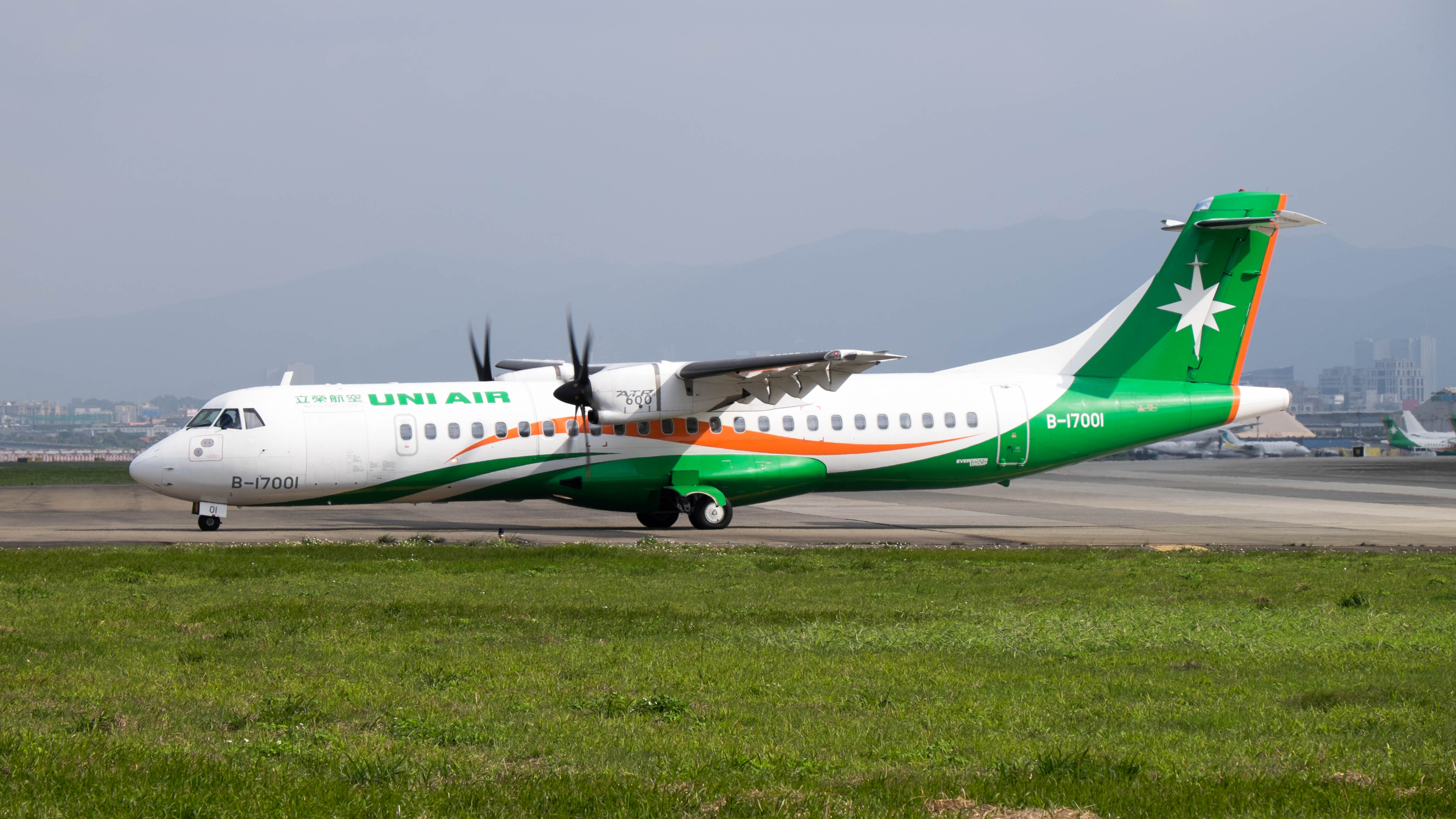
Een ATR 72-600 van UNI Air

De vloot van UNI Air bestaat uit de volgende toestellen (maart 2025):
| Type       | In dienst | Orders | Opmerkingen |
| ---------- | --------- | ------ | ----------- |
| ATR 72-600 | 14        | —      |             |
| Totaal     | 14        | —      |             |

### Voormalige vloot
De vloot van UNI Air bestond ook uit de volgende toestellen:
| Type                          | Aantal | In dienst | Uitgefaseerd | Opmerkingen          |
| ----------------------------- | ------ | --------- | ------------ | -------------------- |
| Airbus A321-200               | 2      | 2015      | 2022         | Geleased van EVA Air |
| ATR 72-600                    | 1      | 2014      | 2021         | B-17010              |
| BAe 146-300                   | 5      | 1996      | 1999         |                      |
| Boeing 757-200                | 1      | 1996      | 1996         | B-17501              |
| De Havilland Canada DHC-8-200 | 1      | 1999      | 2009         | B-17201              |
| De Havilland Canada DHC-8-300 | 13     | 1998      | 2014         | [ 3 ]                |
| McDonnell Douglas MD-90-30    | 14     | 1996      | 2016         | [ 4 ]                |

| BAe 146-300 | De Havilland Canada DHC-8-300 | McDonnell Douglas MD-90-30 |

## Bestemmingen
UNI Air vliegt naar de volgende bestemmingen (maart 2025):
| Land   | Stad      | Luchthaven                                | Opmerkingen |
| ------ | --------- | ----------------------------------------- | ----------- |
| China  | Shanghai  | Luchthaven Shanghai Pudong                |             |
| China  | Shenzhen  | Internationale luchthaven Shenzhen Bao'an |             |
| China  | Xiamen    | Internationale luchthaven Xiamen Gaoqi    |             |
| Taiwan | Beigan    | Beigan Airport                            |             |
| Taiwan | Chiayi    | Chiayi Airport                            |             |
| Taiwan | Hualien   | Hualien Airport                           |             |
| Taiwan | Jinhu     | Kinmen Airport                            |             |
| Taiwan | Kaohsiung | Kaohsiung International Airport           | basis       |
| Taiwan | Magong    | Penghu Airport                            |             |
| Taiwan | Nangan    | Nangan Airport                            |             |
| Taiwan | Taichung  | Taichung International Airport            |             |
| Taiwan | Tainan    | Tainan Airport                            |             |
| Taiwan | Taipei    | Taipei Songshan Airport                   | hub         |
| Taiwan | Taipei    | Internationale luchthaven Taiwan Taoyuan  |             |
| Taiwan | Taitung   | Taitung Airport                           | basis       |

### Codeshare-overeenkomsten
UNI Air onderhoudt codeshare-overeenkomsten met de volgende luchtvaartmaatschappijen:
- Air China
- Hainan Airlines
- Shandong Airlines
- Shenzhen Airlines

## Incidenten en ongevallen

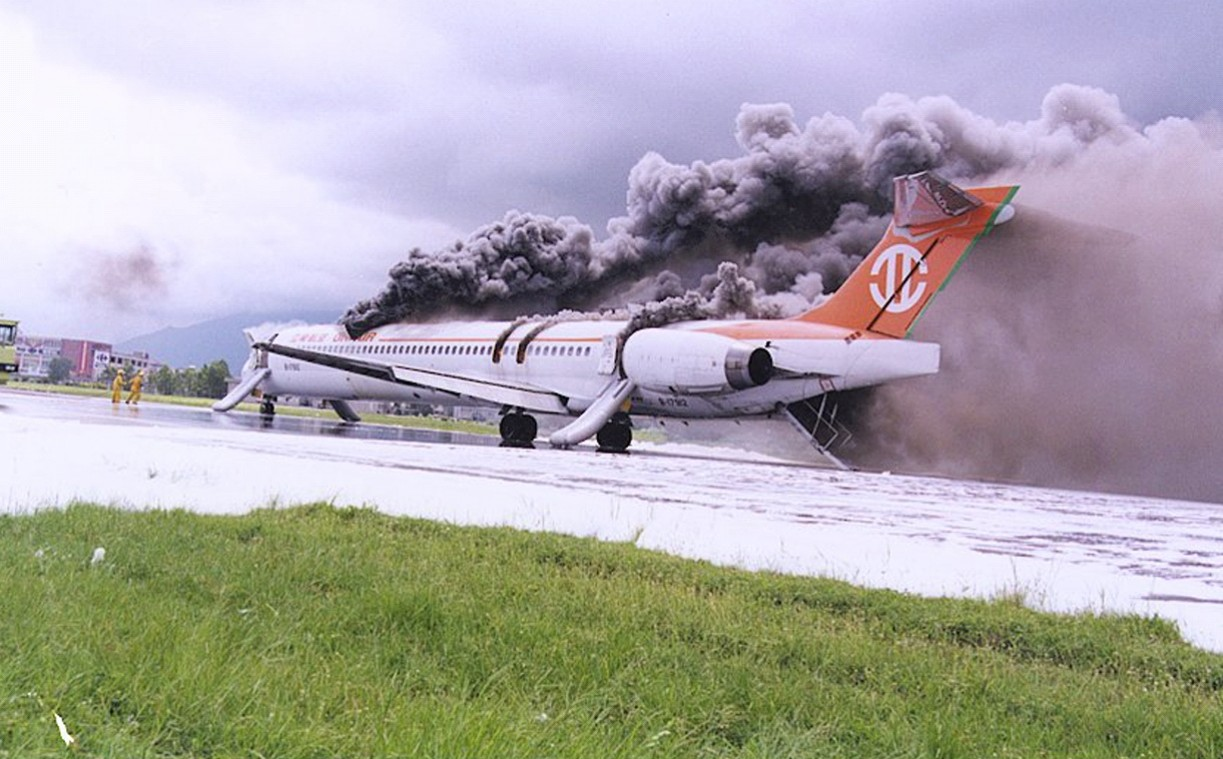
Uni Air-vlucht 873 in brand

- Op 24 augustus 1999 vloog Uni Air-vlucht 873 in brand na de landing in Hualien.[7] In de McDonnell Douglas MD-90-30 (registratie: B-17912) zaten 96 personen, 27 mensen raakten gewond en één persoon overleed later aan de gevolgen van zijn verwondingen.[8]
- Op 10 mei 2021 landde een toestel met twee geklapte banden.[9][10] Niemand raakte gewond, het toestel raakte wel beschadigd.[11]